# Diego Parodi
Diego Parodi (Linarolo, 8 ottobre 1916 – Ischia, 9 gennaio 1983) è stato un vescovo cattolico italiano.

## Biografia
Nacque a San Leonardo, frazione di Linarolo, in provincia e diocesi di Pavia, l'8 ottobre 1916.

### Formazione e ministero sacerdotale
All'età di 11 anni entrò nel seminario di Pavia, dove rimase fino al terzo anno di teologia. II 16 settembre 1938 entrò nel noviziato dei missionari comboniani del Cuore di Gesù, presso la sede di Venegono Superiore; il 19 giugno 1940 emise i voti temporanei nella cappella del noviziato.
Il 7 luglio 1940 fu ordinato presbitero. 
Fu economo a Rebbio, dal marzo 1941 al luglio 1945. Il 19 giugno 1943 emise i voti perpetui a Venegono Superiore. Nel luglio 1945 fu nominato superiore a Carraia e nel luglio 1947 a Brescia. Nel dicembre 1950 iniziò l'incarico di economo e superiore a Viseu, in Portogallo.
L'8 maggio 1952 partì per Balsas, in Brasile, per seguire la missione affidata ai comboniani. Il 20 dicembre 1954 fu eretta da papa Pio XII la prelatura territoriale di Santo Antônio de Balsas; ne divenne amministratore apostolico nell'agosto 1955.

### Ministero episcopale
Il 9 maggio 1959 papa Giovanni XXIII lo nominò primo prelato di Santo Antônio de Balsas e vescovo titolare di Centenaria. Il 21 giugno seguente ricevette l'ordinazione episcopale, nella chiesa di Nostra Signora di Lourdes a Rio de Janeiro, dall'arcivescovo Armando Lombardi, co-consacranti l'arcivescovo Helder Pessoa Câmara e il vescovo Othon Motta.
Il 25 marzo 1962 inaugurò il seminario della prelatura, nato dopo l'esplicita richiesta di papa Giovanni XXIII.
Partecipò a tutte e quattro le sessioni del Concilio Vaticano II.
Il 25 marzo 1966 papa Paolo VI lo nominò vescovo ausiliare di Perugia e dal 20 dicembre 1969 fu amministratore apostolico delle diocesi di Gubbio e di Città di Castello, dove rimase fino all'ingresso del nuovo vescovo Cesare Pagani, avvenuto il 19 marzo 1972.
Il 25 marzo seguente fu nominato vescovo ausiliare di Napoli e dallo stesso anno fu amministratore apostolico di Ischia, sede vacante dal 1970 dopo il trasferimento di mons. Dino Tomassini alla diocesi di Anglona-Tursi.
L'11 febbraio 1980 papa Giovanni Paolo II lo nominò vescovo di Ischia. Il 14 marzo successivo fu ricevuto in udienza dal presidente della Repubblica Sandro Pertini per prestare il giuramento previsto dal concordato allora in vigore.
Morì a Ischia il 9 gennaio 1983 all'età di 66 anni.

## Genealogia episcopale
La genealogia episcopale è:
- Cardinale Scipione Rebiba
- Cardinale Giulio Antonio Santori
- Cardinale Girolamo Bernerio, O.P.
- Arcivescovo Galeazzo Sanvitale
- Cardinale Ludovico Ludovisi
- Cardinale Luigi Caetani
- Cardinale Ulderico Carpegna
- Cardinale Paluzzo Paluzzi Altieri degli Albertoni
- Papa Benedetto XIII
- Papa Benedetto XIV
- Papa Clemente XIII
- Cardinale Marcantonio Colonna
- Cardinale Giacinto Sigismondo Gerdil, B.
- Cardinale Giulio Maria della Somaglia
- Cardinale Carlo Odescalchi, S.I.
- Vescovo Eugène de Mazenod, O.M.I.
- Cardinale Joseph Hippolyte Guibert, O.M.I.
- Cardinale François-Marie-Benjamin Richard
- Cardinale Pietro Gasparri
- Cardinale Clemente Micara
- Arcivescovo Armando Lombardi
- Vescovo Diego Parodi, M.C.C.I.